# برنهارد مولر (خيميائي)
برنهارد مولر (بالألمانية: Bernhard Müller)‏ هو خيميائي ‏ ألماني، ولد في 21 مارس 1788 في ماينتس في ألمانيا، وتوفي في 29 أغسطس 1834 في Grand Ecore, Louisiana ‏ في الولايات المتحدة.

## معرض صور

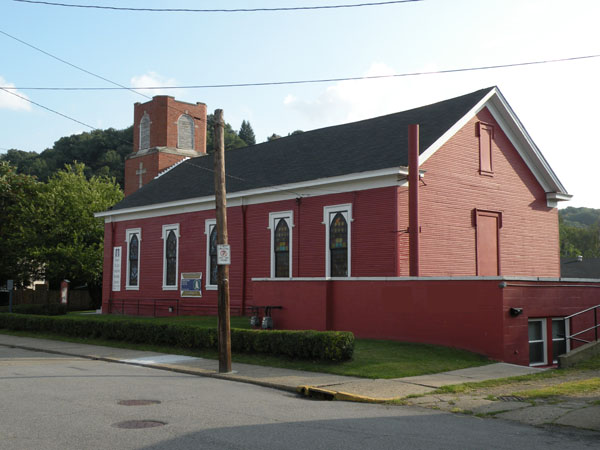
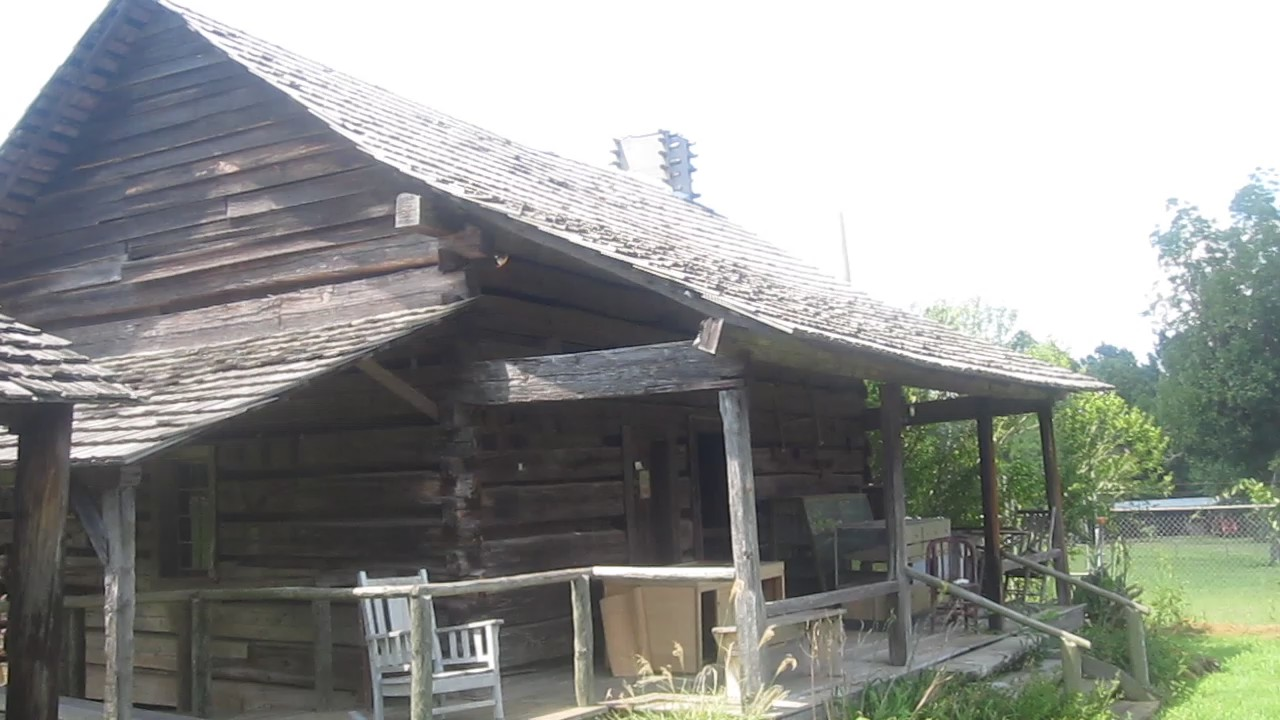
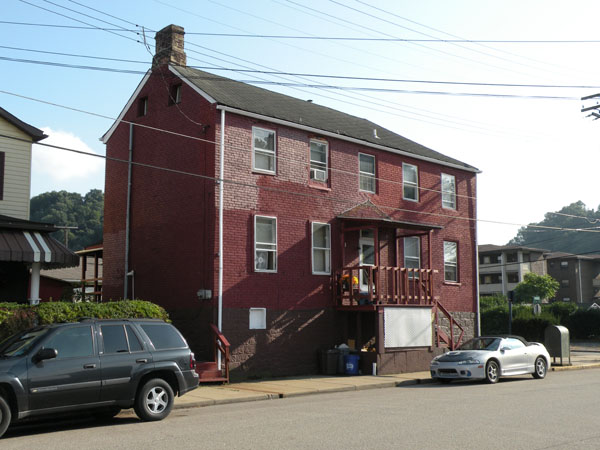